# Best of Times
Pour plus de détails, voir Fiche technique et Distribution.
Best of Times est un téléfilm américain réalisé par Don Mischer, diffusé en 1981.

## Fiche technique
- Titre : The Best of Times
- Réalisation : Don Mischer
- Scénario : Bob Arnott, Carol Hatfield et Lane Sarasohn
- Musique : Michael Warren
- Montage : Ken Morrisey
- Production : Don Mischer
- Pays :  États-Unis
- Genre : Comédie
- Durée : 60 minutes
- Première diffusion : 
  -  États-Unis : 1981

## Distribution
- Nicolas Cage : Nicholas
- Bernadette Colognne
- Crispin Glover : Crispin
- Jackie Mason : Jackie
- Julie Piekarski
- Jill Schoelen